# Ignazio Visco
Ignazio Visco (nacido el 21 de noviembre de 1949) es un economista italiano, gobernador del Banco de Italia entre 2011 y 2023.

## Primeros años y educación
Visco nació en Nápoles el 21 de noviembre de 1949. Se licenció summa cum laude en economía de la Universidad la Sapienza de Roma en 1971 con Federico Caffè como supervisor y continuó sus estudios en la Universidad de Pensilvania (Departamento de Economía), donde obtuvo un posgraduado en 1974 y un doctorado en 1981.

## Carrera
En 1972 Visco comenzó su carrera en el Banco de Italia y en 1990 fue nombrado jefe del departamento de estudios; de 1997 a 2002 fue economista jefe de la Organización para la Cooperación y el Desarrollo (OCDE) y el 9 de enero de 2007 fue nombrado director general adjunto del Banco de Italia (junto a Giovanni Carosio) y miembro de su Direttorio (consejo de administración).
El 24 de octubre de 2011, Visco fue nombrado como sucesor de Mario Draghi como gobernador del Banco de Italia por el Presidente italiano, Giorgio Napolitano.
A partir del 1 de enero de 2013, de conformidad con el Decreto Legislativo 95/12 (convertido en ley, con modificaciones, a partir de la Ley n.º 135/2012), también ostenta el cargo de presidente del consejo de administración del Istituto per la vigilanza sulle assicurazioni (IVASS), supervisor del sector asegurador italiano.
El 28 de enero de 2015, Ignazio Visco fue puesto bajo investigación por el fiscal de Spoleto, como parte de una investigación en la administración especial de la Banca Popolare di Spoleto. En septiembre de 2016, la investigación fue definitivamente archivada.

## Publicaciones
- Price Expectations in Rising Inflation, North Holland, 1984
- Le aspettative nell'analisi economica, Il Mulino, 1985
- Inflazione, concorrenza e sviluppo (con Stefano Micossi), Il Mulino, 1993
- Saving and the Accumulation of Wealth (con Albert Ando y Luigi Guiso), Cambridge University Press, 1994
- L'economia italiana (con Federico L. Signorini), Il Mulino, 2002
- Ageing and Pension System Reform (como presidente del G-10), 2005 (PDF)
- Investire in conoscenza, Il Mulino, 2009